# ズメイ

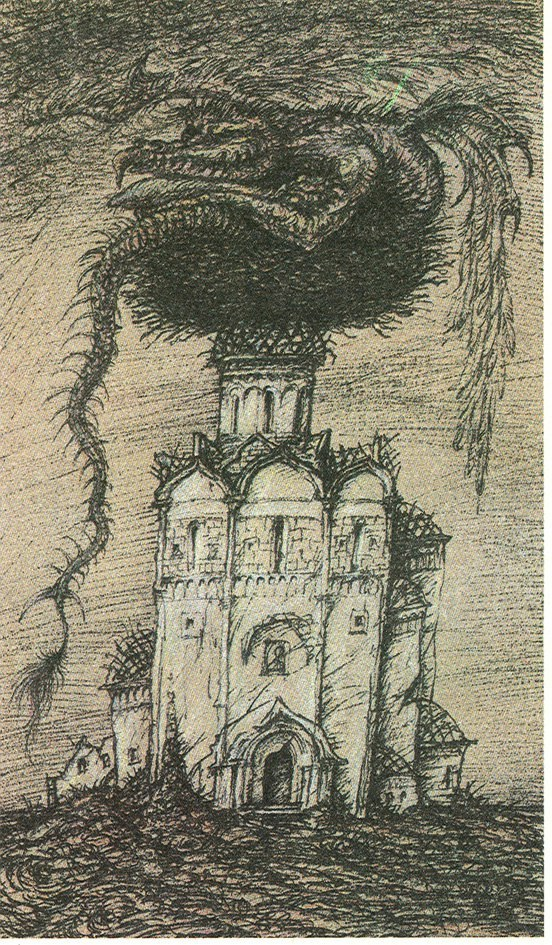
ミハイル・ズラトコフスキー（画、1977年）。ロシア異教の再興を譬えた絵。

ズメイ、ズマイ、ズミーは東欧・中欧を代表するドラゴン。地域によって性格は全く異なる。ロシアの昔話や英雄詩ではズメイは悪役や勇士の敵という図式が一般的である。しかしバルカン地方ではズメイには守護竜としての性格が強く、邪悪な竜は、ラミャ、アラ、アジュダヤ、アジュダハ等とよばれる。
ロシア語ではズメイで、ブルガリア語でもズメイであるが、ウクライナ語やポーランド語ではズミー、セルビア・クロアチア語やスロベニア語ではズマイと称する。ルーマニア語のズメウも竜であるが、これは語源が異なるとの説がある 。
ポーランドではスモクと呼ばれる竜が伝わり（例：ヴァヴェルの竜）、ウクライナやベラルーシでもスモクまたはツモクと呼ばれる竜の民間伝承がある。また、幾つかのスラブ地域では、スモクはただの蛇の意味だが、齢を重ねると竜となるという伝説が存在する。

## 語源と語形
スラヴの名称「ズメイ」はスラヴ祖語 *zmьjь より発祥する。また、セルビア・クロアチア語のズマイ（zmaj「竜」）とゼムリャ（zemlja「大地」）は、同じスラヴ祖語語根 zьm- から形成されており、インド・ヨーロッパ祖語 *ḡhdem の母音交替（ゼロ階梯）がもとになっている、との説がクロアチアの言語学者ペタル・スコクによって提唱されている。
各言語により綴りは（格変化や複数形を含めれば）それぞれ異なる：
- ロシア語 - ズメイ（змей zmei、複数形: зме́и zmei)
- ウクライナ語 - ズミー（змій zmi、複数形: змії zmiyi)
- ブルガリア語 - ズメイ（змей zmei、複数形: змейове zmeiove、змейкиня; 女性形:ズメイキンヤ змейкиня zmeikinya）[3]
- ポーランド語 - ズミー（żmij、複数形: żmije）
- セルビア語 - ズマイ（змај、複数形зма̀јеви）[3]
- クロアチア語 - ズマイ（zmȁj、複数形: zmàjevi)
- スロベニア語 - ズマイ（zmaj zmáj or zmàj (複数形: zmáji or zmáji）
- マケドニア語 - ズメヴ（змев zmev、複数形: змевови zmevovi)[3]

ルーマニアの竜や竜人は「ズメウ」と呼ばれるが、他のスラブ語の竜の名詞とは語源が異なるとの説がある。

## ロシアのズメイ伝承

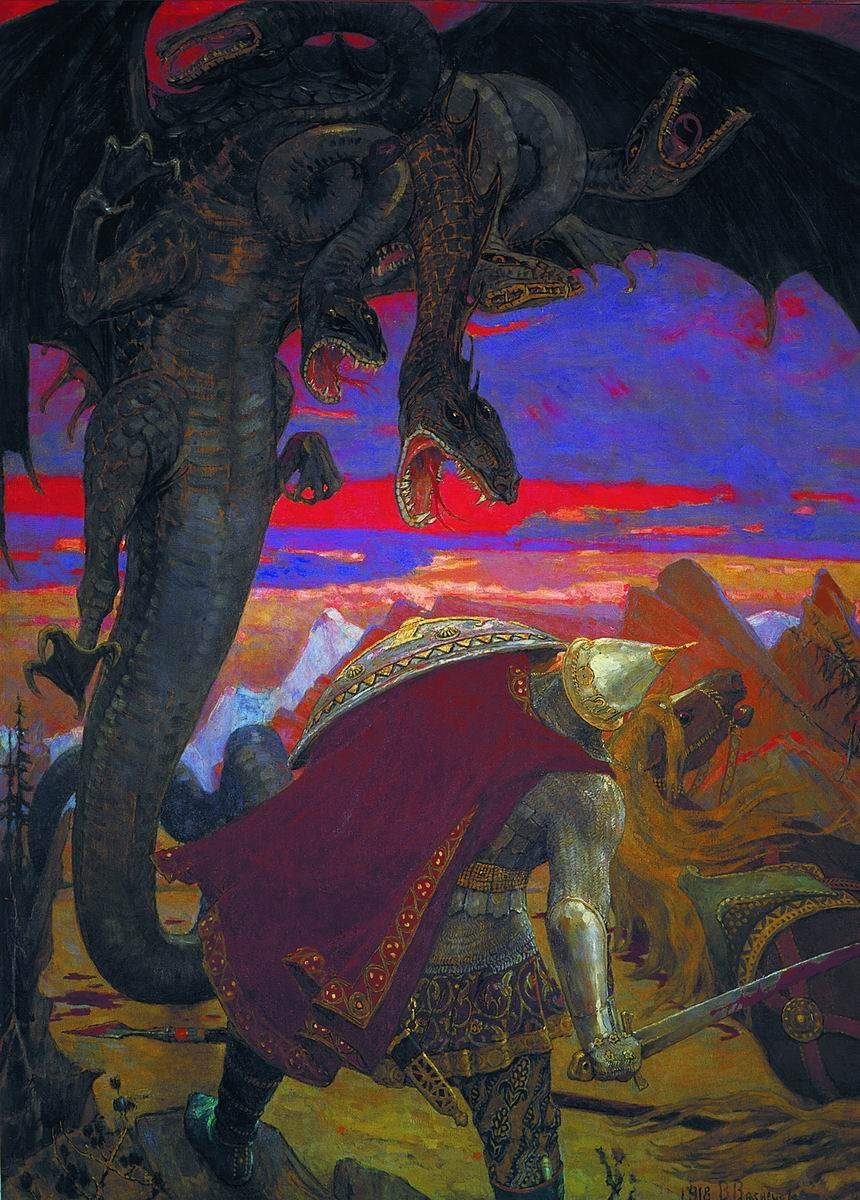
Zmey Gorynych（ズメイ・ゴルイニチ） ヴィクトル・ヴァスネツォフ

ルーシ（ロシア、ベラルーシ、ウクライナ）の「ズメイ」は、じつに多数の昔話に登場する。「竜」・「大蛇」などと訳出されるが、ズメイという名前の人間（か超人・竜人）の場合もみられる。
ロシアの飛竜/飛蛇（ロシア語: змей летающий;仮カナ表記：「ズメイ・リェタユーシュチー」）や炎の蛇（ロシア語: змей Огненный;仮カナ表記：「ズメイ・オーグ二ェニー」) （またはスラブ圏のズメイ系幻獣は）、いずれとも悪魔の一種ともされるが、空では竜、地では人型の姿をまとうといわれる。

### 竜型のズメイ
ズメイ・ゴルイニチ（「山の息子の竜」の意）の場合、3つ首以上、多ければ12の体幹を持つと表現され、火や毒を噴くなど、歴然とした一般の「竜」のイメージで描かれる。
約束をたがえるズメイ竜は「ドブルイニャと竜」の叙事詩（）に登場する。ある稿本ではズメイ・ゴルイニチの名を持つが、異本では名のない雌である。この竜は勇者ドブルイニャに命乞いをし、ロシアの人をさらわない誓約で赦されたが、すぐさま姫を拉致する行動に出、一般人もさらって洞窟に幽閉していた。
雌竜とされる稿本では騎乗した勇者が小竜を踏み蹴散らしたことに憤慨する。退治された竜の血をロシアの大地は吸いとることを拒み、勇者は血の池に浸かって難儀したが、「汝、母なる大地よ、口を開けて竜の血を吸い込んでおくれ」と唱えると、ようやく大地が割けて竜の血が吸い込まれた。

### 竜人
トゥガーリン・ズメエヴィチは、「竜の子」という父称をもち、竜の姿にも変身する悪役で、擬人化された部分が大きく、「竜人」ともいうべきである。翼をもち、上空を飛翔することもできる。祈願により降らされた雨で飛べなくなり、勇者アリョーシャに成敗される。昔話の他ブィリーナとしても歌われる。
また、ズメイは人間に変身して女性を誘惑する（ロシア民話「獣の乳」の異本204, 205）。異本のひとつでは、ズメイ・ゴルイニチがイワン皇子の妹を誘惑し、二人が結託して皇子を亡き者にしようとする。妹姫は仮病をつかい、狼・熊・獅子の乳を求める危険をイヴァンに冒させた。この作戦は失敗するが、手なづけた犬・狼・熊・獅子たちを失ったイワンに対し、ズメイは恐怖が失せ、大口を開け正体を現してイワンを食べる仕草をした。別本ではズメイ・ズメエヴィチ（「蛇の子の蛇」）とイワン皇子の妻が不義を働き、話筋は同様に展開する。
別の昔話ではズメイ・ズメエヴィチは皇帝である。

### チュドー＝ユドー
チュドー＝ユドー(чудо-юдо、複数形чуда-юда)も、やはり多頭の竜で、ロシア民話の異本などに登場する。チュドー＝ユドーは、水棲の竜であり、異なる個体は異なる数の頭を持っていた。人間のように馬にまたがるという描写もされる。ただし、ある解説によれば、チュドー＝ユドーとは特別な種類の竜の名称などではなく、単に「怪物」を意味する「チュドーヴィシチェ」(чудовище)と同じとみなすべきで、「ユドー」という語尾は、ただ脚韻を踏むためのみに追加された語根だという。

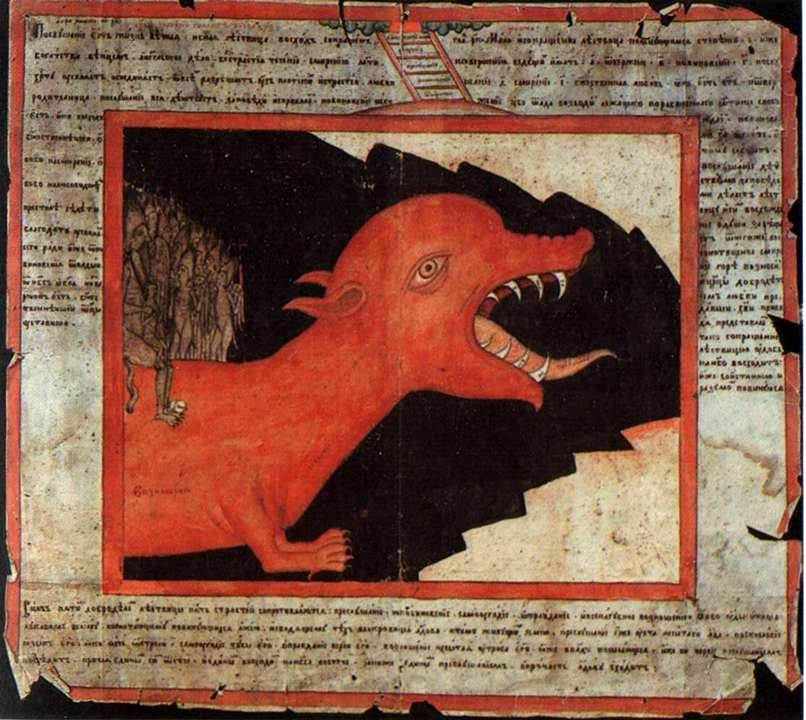
チュドー＝ユドー。古いロシアのルボーク

アファナーシェフの昔話集の「灰かぶりのイワン」では、主人公が3頭と6頭のズメイ、およびその妻と娘たちを倒すが、その類話部分をもつ「牛の子イワン」では、6頭、9頭、12頭のチュドー＝ユドーを倒す（これがズメイであると原文には明記されないが、ドラゴンの一種であるとの解説されている）。
昔話「雌牛の息子〈嵐の勇士〉イワン」では、チュドー＝ユドーはズメイ竜であると明言されており、嵐の勇士は、黒海から出現する6頭、9頭、12頭のチュドー＝ユドーと対峙する。このとき嵐の勇士は魔法剣（クラデニェッツ剣）を携えてはいるが、竜を攻撃する武器として使用するのは棍棒（メイス）である。
チュドー＝ユドーは、たとえ斬首されても非常に回復力が強く、頭部を元の場所に戻して火炎の指でなぞれば元通りにつながることが一編の昔話に描かれており、その治癒能力は頭部が再生するギリシア神話のヒュドラーを彷彿とさせる。

### その他の伝承
ただし、ヨーロッパ＝ロシアのカザンではズメイではなく、ユラン（またはジラント）と呼ばれる。またチュヴァシ人の間で伝承されるチュヴァシの竜 もある。ロシアの竜伝承すべてが邪悪ではない。ただしズメイと呼ばれるものはスラブ系ロシア民族は一般的には邪悪とみなしている。ユランも今でこそ国民に愛されている竜であるが、ロシア人側伝承では悪のドラゴンであり退治されている。この部分こそが中欧とのズメイ伝承との大きな違いである。ロシア・ベラルーシ・ウクライナで竜を肯定的に見るのは主にテュルク系などの東方出身の民族である。ヨーロッパ＝ロシアでは竜は遊牧民族とくにタタールの象徴として恐れられる。

## スモク
スモク（smok 「蛇」）またはツモク（tsmok「吸う者」）が竜を意味する場合がある。またスラブの地域によっては、スモクはただの蛇だが、ある年齢に達すると竜（ズマイ等）に変身するという民間伝承がある。
ポーランドのスモクは、邪悪で残虐無比である。その例としてクラクフ市の建都伝説に現れるヴァヴェルの竜が挙げられる。

## 蛇から竜へ
年老いた蛇が竜に変身するという伝説は、スラブの各地に見られる。それに相当する伝承は中国にもあり任昉著『述異記』等に記述がみられることが指摘されている。
ロシアではヨーロッパヤマカガシ（уж）や他の蛇、トカゲ、雄鶏、鯉が所定の9年とか40年の年月を生きると竜になるという伝説がある。
ブルガリアでも、無毒の蛇（スモク、クスシヘビ）が、齢40年を経ると竜に変身するという伝承がみられる。また、ラチョ・スラヴェイコフが19世紀に記録したブルガリアの伝承によれば、 蛇の頭を刎ね、胴体を牡牛やバイソン角にくっつけておくと、40日後に悪竜ラミャ（後述）に変ずるといわれる。
東スラヴの伝承では、毒蛇が竜に変化するといわれるが、ウクライナ民話ではその毒蛇が竜になるには7年を要し、ベラルーシ民話では100年を要すという比較を示した文献もある。
ルーマニアでも、ショロマンツァという黒魔術の学校の魔術師が操るイズメユ（ismeju。すなわちズメウ）は、蛇が9年間成長してなる成体だという言い伝えが地域的に存在する（ハツェグの伝承。ドイツ式の地名はハツェガー・タール）。

## 交配種
他の発生伝説として、単にニワトリが産んだ卵が人知れず孵るとズメイになる（ブルガリア）や、ヨーロッパヤマカガシがつむじ風に巻き上げられると発生（ブルガリア）などの俗説もあるが、他の蛇とヨーロッパヤマカガシの交配（マケドニア）、蛇と雄羊の交配（セルビア）、蛇とサモヴィラ（マケドニア）、蛇と女性との交配（マケドニア）で生まれるとも伝わる。

## 気象
ウクライナのルーツィクなど一部地域では虹のことをツモォク（「吸うもの」）と呼ぶ伝承があり、海や川から水気を吸引し雲に吸い上げる管のような存在だと説明される。
またスラヴ系の竜は、川面や湖面に尾を垂れて水分を吸収しては洪水をひきおこすともされており、これは竜巻の自然現象から発祥した考えともいわれる。
ルーマニアの民間伝承では、上述した黒魔術学校の卒業者たるショロモナルという魔術師は、天候を操作する力を得るとされており、竜に騎乗して空を飛びその魔力を発揮する。その竜はは「ズメウ」という種類のものとも、 バラウルという種類だともいわれる。
また、後述するラミャやアラも、気象にまつわる魔物か竜と考えられてきた。

## バルカン半島の竜
ブルガリアの民間伝承での竜であるズメイは、普通の竜（鱗で覆われた蛇のような胴体に四肢と蝙蝠のような翼が生えた怪物）として描写される場合と、竜人（人間の顔を持つが、胴体は鱗で覆われた蛇のようで、翼と魚の尾を持つ）と描写されることがある。

### 善良なズメイ
バルカン半島では、一般的にズメイは善竜（守護神的な竜）とされ、悪竜は別の名で呼ばれる。一説によれば、バルカン半島ではズメイは、オスマン・トルコ帝国の竜に抗う愛国主義的な竜を象徴するもので、帝国の支配下に置かれた国民の不満のはけ口となっていた、とされる。

### ズメイの恋人
ブルガリア民謡で好まれるモチーフに、ズメイの恋人がある。雄の竜が人間の女性と結婚し地底の世界に連れ去る、あるいは雌の竜（ズメイツァ）が牧童に恋焦がれる話などが定番である。ズメイに愛された女性は、物思いに耽け、やつれ、青白くなり、自己放棄な状態に陥るといわれ、これを治癒するにはしかるべく薬草を煮出した湯に入浴するしかないという迷信がある。
セルビアにも叙事詩「ミリッツァ妃とヤストレバツの竜」（ 原題：セルビア語: Царица Милица и змај од Јастрепца, Tsaritsa Militsa i zmay od Yastreptsa) があるが、その民話版が「ミリッツァ妃と龍」の題名で和訳されている
。

### ラミャ
ラミャ（lamia, lamya; ブルガリア語: ламя）は、ギリシア伝説のラミアーに名が由来するブルガリアの竜類で、マケドニアのラミャ（lamja, lamna; ламја）、セルビア南東部でもラムニャ (lamnia ламња)に相当する。
ブルガリアのラミャは、爬虫類またはトカゲのような多頭の怪物で、体は鱗に覆われているが、鋭い歯をした犬のような頭を3–9個持つと言われる。他にも爪が鋭い、水かきを持つ、鱗が黄色い、等と一部には伝わる。住処は海底や湖底、あるいは山中の洞窟、樹木の穴とされ、水源を断って人口を困らせ生贄を要求するといわれる。干ばつをもたらすラミャは、聖イリヤ（エリヤ）または善良なズメイと敵対するといわれる。
ブルガリアの伝説には、3頭あるいは複数頭のラミャが退治される英雄譚があり、英雄がラミャの首をすべて切り落とすと、そこからは豊穣の川が流れだす。ブルガリア版の「聖ゲオルギオスと竜」の逸話では竜はラミャである。
民族学者ディミタール・マリノフが採集した民謡例は、 "Тръгнал ми е цветен Гьорги/Да обиди нивен сънор/На път среща сура ламя.. (華やぐゲオルギは出発した/ 教区を見回った /道中で褐色（灰色）のラミャに出会った)"という文句で始まっている。マリノフが採集した別例では、ラミャが「ユダ＝サモディヴァ」に置き換わっている。この竜の切られた首の根元からは、概して小麦の川、赤葡萄酒の川、蜜と乳（バター）の川が流れ、農夫、ブドウ農家（酒造家）、そして養蜂家と羊飼いに恵みをもたらしたとされている。

### 悪竜の概論
ラミャという悪竜は、ハラという悪霊と同一視されることがある。言い換えれば、それをラミャと呼ぶかハラと呼ぶか地域差がある。ブルガリア東部では主にラミャが善竜ズメイの敵とみなされ、ブルガリア西部ではハラまたはアラがその役割を充てられている。ただ、一般的にはハラは竜の姿をしたものというより、「つむじ風」あるいはそれを操る魔物のように考えられることが多い。
悪竜（ラミャ、アラ/ハラ、アジュダヤ）を退治する英雄譚はバルカン半島のスラヴ地域の各地に存在する。その英雄は聖人（聖ゲオルギオス）の場合がある。干ばつを引き起こした竜の3つの頭を首を切り落とすと、小麦の川、葡萄酒の川、牛乳の川（蜜とバターの川）が溢れだしたと古謡（バラッド）に伝わる。

### ハラ
ハラ (またはアラ)は、ギリシア語の「雹（）」に名前の由来を発する魔物で、濃い霧や靄（）の姿をしているといわれる。ハラはつむじ風を引き起こす元凶とブルガリア東部の伝承ではされているが、これは南西部ではラミャの仕業とされる。また、西部では、ハラはつむじ風そのものとも、竜であるとも伝たえられている。西部の伝承ではハラなるつむじ風は、雲を守り、雨を蓄えるとされ、蛇（スモク、クスシヘビ）も岩山に住むつむじ風であるとされる。
ハラまたはアラにまつわる伝承は、セルビア東部や中部でも知られる。

### アジュダヤ
ハラに相当する気象に関わる竜の名称は、地域によって異なり、ブルガリアの一部ではアジュダルハやアジュデル（ブルガリア語: аждарха, аждер; aždarha, ažder）等、マケドニア語ではアジュダヤやアジュデル（マケドニア語: аждаја, аждер; aždaja, ažder）、セルビア等では アジュダヤやアジュダハ（аждаја, ажда̀ха; aždaja, aždaha）と呼ばれている。
アジュダヤの語源については、ペルシア語で「竜」を意味するアズダハーazdahā (اژدها)の借用語とされており、その概念は インド・イラン神話のアジ・ダハーカに遡るとされる。 美術・工芸品の例として、クロアチアには ズマイでなくアジュダヤ竜を斃す聖ゲオルギオスの聖像（イコン）が見られるという。

### クルシェドラ
ハラやアジュダヤに相当する竜は、セルビア南部 (コソヴォ)やアルバニアではクルシェドラ (セルビア・クロアチア語: kulšedra, кулшедра; アルバニア語: kulçedra, kuçedra)と称される。

### ポゾイ
ポゾイ（クロアチア語: pozoj）は、クロアチアの伝説で知られる竜である メジムリェ郡チャコヴェツ市のポゾイは地下に潜むと伝えられ、頭部は教会の真下にあり、尾は町広場の下にある（あるいはその逆）と言われており、グラバンツィヤシュ（クロアチア語: grabancijaš）と称する黒魔術の徒 （クロアチア語: črnoškolec）の手によらねば退治できないとされる 。
ポゾイ竜はスロヴェニアの伝承にもみられる。首都ザグレブの地下にも忍んでいるという伝説があり、体が揺らぐと地震をおこすとされる。マティヤ・ヴァリャヴェツが『Slovenski glasnik』誌上で発表した物語（1866年）にもポゾイが登場し、やはり黒魔術の学徒（クロアチア語: črne škole dijak）との関連に触れている。

## 図象例
スロヴェニアのリュブリャナには多数のズメイ像があり、橋にはよくズメイの彫刻が設置されている。翡翠（エメラルド）色のドラゴンである。そのため「竜の橋」と言われ親しまれている。

### 派生作品
1956年にソビエト連邦で制作された『イリヤ・ムーロメッツ』（Илья Муромец; 邦題：『豪勇イリヤ 巨竜と魔王征服』）に登場する火を噴く3頭龍はズメイ・ゴルイニチで、トゥガル民族の王の手下という設定で、イリヤー・ムーロメツに敵対する。この映画は、1959年3月に新東宝配給で日本公開され、ゴジラシリーズに登場する怪獣・キングギドラの造型に影響を与えたと言われる。
その他：
- 『ドブルイニャと竜』（ロシア語版） （1965年のアニメ映画 、ソユーズムリトフィルム制作）
- 『空でも地上でもない城』（セルビア語版） (1978年のアニメ。セルビア。)